# جورب رسمي
الجوارب الرسمية هي جزء من ملابس الرجال الرسمية، تكون عادة بألوان داكنة مثل الأسود أو الأزرق أو الرمادي أو البني. يتم تقديمها أحياناً بألوان أخرى أو أنماط مربعة مع اللباس الدارج. يتم ارتداء الجوارب الرسمية مع الأحذية ذات الأنماط المختلفة حسب قواعد اللباس أو التفضيل الشخصي.
تأتي الجوارب الرسمية بأطوال مختلفة. فقد تأتي في مستوى الكاحل أو منتصف الساق (الأكثر شيوعاً) أو فوق ربلة الساق. من المعروف أن الجوارب الرسمية تنزلق إلى أسفل الساق، مما يجعل مرتديها يضطر إلى شدها باستمرار، في الماضي كان الرجال يشترون مشدات الجوارب للمساعدة في ثباتها حتى بداية الستينيات حيث تم تصنيع الجوارب بأقمشة مطاطية أفضل مثل ألياف لدنة، والذي جعل استخدام هذه الحمالات غير ضروري في الغالب على الرغم من أن بعض الرجال الذين لديهم ربلات أكبر يحتاجون إلى مساعدة إضافية من الأربطة لمنع الجوارب من الانزلاق.